# Bagropsis
Bagropsis is een monotypisch geslacht van straalvinnige vissen uit de familie van de Pimelodidae. De wetenschappelijke naam van het geslacht werd in 1874 voorgesteld door Christian Frederik Lütken.

## Soorten
- Bagropsis reinhardti Lütken, 1874